# Формула Гаусса
Формула Гаусса (соотношение Гаусса, уравнение Гаусса) — выражение для гауссовой кривизны поверхности в трёхмерном римановом пространстве через главные кривизны и секционную кривизну объемлющего пространства.
В частности, если объемлющее пространство евклидово, то гауссова кривизна поверхности равна произведению главных кривизн в этой точке.
Это формула входит в уравнения Петерсона ― Кодацци.

## Формулировка
Пусть {\displaystyle S} — двумерная поверхность в трёхмерном римановом пространстве {\displaystyle M}. Тогда
{\displaystyle K_{S}(x)=K_{M}(\sigma _{S}(x))+\kappa _{1}(x)\kappa _{2}(x),}
где 
- {\displaystyle K_{S}} — гауссова кривизна поверхности {\displaystyle S} в точке {\displaystyle x\in S},
- {\displaystyle K_{M}(\sigma _{S}(x))} — секционная кривизна пространства {\displaystyle M} в направлении {\displaystyle \sigma _{S}(x)}, касательном к поверхности {\displaystyle S} в точке {\displaystyle x},
- {\displaystyle \kappa _{1}(x)}, {\displaystyle \kappa _{2}(x)} — главные кривизны поверхности {\displaystyle S} в точке {\displaystyle x.}

## Вариации и обобщения
Формула допускает обобщения на произвольную размерность и коразмерность вложенного подмногообразия {\displaystyle S\subset M}.
В этом случае тензор кривизны {\displaystyle R_{S}} подмногообразия {\displaystyle S} выражается через сужение тензора кривизны {\displaystyle R_{M}} пространства {\displaystyle M} на подпространство касательное к {\displaystyle S} и вторую квадратичную форму {\displaystyle q_{S}}  подмногообразия {\displaystyle S} на касательном пространстве {\displaystyle TS} со значениями в нормальном пространстве к {\displaystyle S}:
{\displaystyle \langle R_{S}(X,Y)Z,W\rangle =\langle R_{M}(X,Y)Z,W\rangle +\langle q_{S}(Y,W),q_{S}(X,Z)\rangle -\langle q_{S}(X,W),q_{S}(Y,Z)\rangle .}
Следует иметь в виду, что разные авторы определяют тензор кривизны с разным знаком и порядком аргументов.
Здесь предполагается, что {\displaystyle \langle R_{S}(X,Y)X,Y\rangle \geqslant 0} в случае неотрицательной секционной кривизны.
Дополнительный член в формуле можно выразить через произведение Кулкарни — Номидзу:
{\displaystyle \langle R_{S}(X,Y)Z,W\rangle =\langle R_{M}(X,Y)Z,W\rangle +{\tfrac {1}{2}}\cdot q_{S}{~\wedge \!\!\!\!\!\!\bigcirc ~}q_{S}((X,Y,Z,W).}
Из формулы Гаусса можно вывести следующие две формулу для скалярной кривизны {\displaystyle n}-мерного подмногообразия {\displaystyle S} в объемлющем многообразии {\displaystyle M}:
{\displaystyle \mathrm {Sc} _{S}=\mathrm {Sc} _{M}+|H_{S}|^{2}-|q_{S}|^{2}=\mathrm {Sc} _{M}+{\tfrac {3}{2}}\cdot |H_{S}|^{2}-{\tfrac {n\cdot (n+2)}{2}}\cdot {\text{Ж}}_{S},}
где {\displaystyle H_{S}} обозначает вектор средней кривизны, а {\displaystyle {\text{Ж}}_{S}} — средний квадрат нормальных кривизн в точке.